# Léon-Raymond de Neckère
Léon-Raymond de Neckère, né le 6 juin 1800 à Wevelgem (Belgique) et mort le 4 septembre 1833 à La Nouvelle Orléans (États-Unis), est un missionnaire catholique d'origine belge, membre de la Congrégation de la Mission. Il devient le quatrième évêque de La Nouvelle-Orléans en 1830, charge qu'il exerce jusqu'à sa mort en 1833.

## Biographie

### Jeunesse et formation
Léon-Raymond de Neckère naît le 6 juin 1800 à Wevelgem, dans la Province de Flandre-Occidentale de la Belgique actuelle. Ses parents sont des catholiques fervents qui veillent à l'éducation religieuse de leur fils. Dans sa jeunesse, Léon-Raymond de Neckère se passionne pour la vie des missionnaires et en particulier pour la figure de Saint François-Xavier.
Il commence ses études au collège de Menin. Il étudie esuite la philosophie au collège de Roulers et entre au séminaire de Gand dont il sort diplômé à l'âge de 17 ans,.

### Missionnaire aux États-Unis
En 1817, Léon-Raymond de Neckère est séminariste au sein de la Congrégation de la Mission quand il rencontre l'évêque Louis Dubourg, évêque de la Louisiane et des Deux-Florides. Celui-ci l'invite à servir comme missionnaire dans son diocèse aux États-Unis. Léon-Raymond de Neckère est l'un des premiers volontaires de sa congrégation à se rendre aux États-Unis.

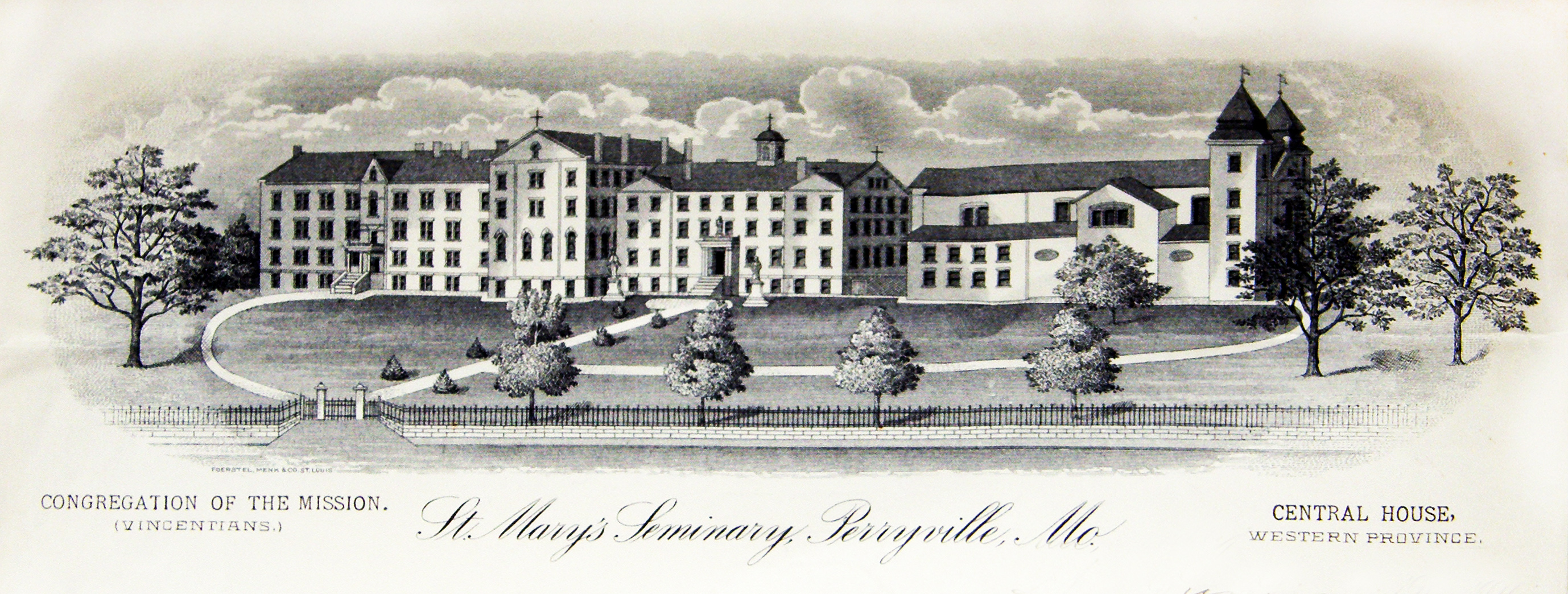
Vue du séminaire Saint Mary's of the Barrens à Perryville, Missouri (avant 1900)

Après avoir traversé la France en compagnie de Louis Dubourg jusqu'à Bordeaux, il débarque dans le pays en septembre de cette année. Il complète ses études au séminaire de Bardstown dans le Kentucky, où il se fait remarquer pour sa piété, puis au séminaire St. Mary's des Barrens à Perryville dans le Missouri, près de Saint-Louis.
Il est ordonné prêtre le 13 octobre 1822 à l'âge de 22 ans. Il travaille ensuite comme missionnaire dans le vaste diocèse de Lousiane et comme professeur au séminaire St. Mary, avant d'en devenir le supérieur en 1826.
Epuisé par ses voyages, il retourne en Belgique en 1827 sur le conseil de ses médecins. Après avoir passé 6 mois à Menin auprès de sa famille sans amélioration notable de sa santé, il devient directeur au séminaire des Lazaristes d'Amiens. Appelé par le pape Léon XII à venir lui rendre compte de l'état des missions en Louisiane, Léon-Raymond de Neckère se rend à Rome en 1828. Six mois plus tard, celui-ci retourne à Paris où se trouve la maison-mère de sa congrégation.

### Évêque de La Nouvelle-Orléans
Le siège épiscopal de la Lousiane et des deux-Florides se trouvait vacant depuis la démission de Louis Dubourg en 1825. Le pape Léon XII ordonne sa partition le 14 août 1826, entraînant la création du diocèse de La Nouvelle-Orléans et celle du diocèse de Saint-Louis. L'évêque coadjuteur de Lousiane chargé de l'administration des deux diocèses, Joseph Rosati, fut nommé évêque de Saint-Louis et recommanda Léon-Raymond de Neckère pour devenir évêque de La Nouvelle-Orléans,,. En dépit de son jeune âge et de ses protestation, Léon-Raymond de Neckère fut nommé évêque de La Nouvelle-Orléans par le pape Pie VIII le 4 août 1829.
Après cette nomination, Léon-Raymond de Neckère revint aux États-Unis. Il reçut la consécration épiscopale le 24 juin 1830 des mains de l'évêque Joseph Rosati, avec comme co-consécrateurs Michel Portier, évêque de Mobile, et John England, évêque de Charleston, à la cathédrale Saint-Louis de La Nouvelle-Orléans.
En 1831, il nomme vicaire général le missionnaire français Antoine Blanc, qui lui succède en 1835 comme évêque de La Nouvelle-Orléans.
Léon-Raymond de Neckère convoque un synode du clergé diocésain en février 1832 et établit la première paroisse anglophone de La Nouvelle-Orléans, l'église Saint Patrick, en avril 1833,.

### Décès
Après une épidémie de fièvre jaune en 1833, Léon-Raymond de Neckère, qui s'était retiré dans un couvent en raison de problèmes de santé, revient au siège épiscopal de La Nouvelle Orléans pour s'occuper des victimes de l'épidémie. Il tombe lui-même malade de la fièvre et en meurt à l'âge de 33 ans.